# Festival Paris l'été
Le Festival Paris L'été (anciennement Festival Paris quartier d'été) est un festival artistique pluridisciplinaire se tenant chaque été à Paris depuis 1990.

## Histoire
Créée en 1990 par Patrice Martinet sous l'impulsion du ministre de la Culture et de la Communication Jack Lang, cette manifestation avait trois missions principales :  
- rendre à Paris durant l’été un rôle éminent de capitale internationale des arts (à une époque où la plupart des théâtres et salles de concert arrêtaient leurs activités l’été) ;
- animer la ville pour les Parisiens qui ne partent pas en vacances et les touristes ;
- inventer pour cette période particulière de l’année des événements culturels sortant de l’ordinaire.

En 2016, Laurence de Magalhaes et Stéphane Ricordel, le duo du Monfort, sont nommés codirecteurs du festival pour succéder à Patrice MartinetPour l'édition 2017, le festival change de nom et devient Festival Paris L'été.
En 2025, Marie Lenoir et Thomas Quillardet reprennent la direction du Festival Paris l'été à l'occasion de sa 35e édition.

## Programmation
Depuis, chaque été, le plus souvent en plein air, la programmation appelle la danse, la musique, le théâtre, ou le cirque dans des parcs, jardins, squares, avenues et monuments, à Paris et en banlieue.
Depuis sa première édition en 1990, le festival a organisé plus de 2000 représentations dans 150 lieux différents de la capitale, réunissant plus d'un million de spectateurs.[réf. nécessaire]

## Organisateurs
Paris quartier d'été est organisé par L'Été parisien, association subventionnée par :
- la mairie de Paris
- le ministère de la Culture et de la Communication